# Brits-Russische expeditie naar Noord-Holland
De Brits-Russische expeditie naar Noord-Holland, ook Den Helderexpeditie genoemd, was een expeditie door Britse en Russische troepen van 27 augustus tot 19 november 1799, tijdens de Tweede Coalitieoorlog tegen revolutionair Frankrijk. De geallieerde Britten en Russen vielen het schiereiland Noord-Holland binnen, dat destijds in de Bataafse Republiek lag, een vazalstaat van Frankrijk in het huidige Nederland.
De veldtocht had verschillende strategische doelen:
- de Bataafse oorlogsvloot uitschakelen voordat deze gebruikt kon worden voor een Franse invasie van Groot-Brittannië
- Amsterdam veroveren en een antirevolutionaire opstand in Nederland ontketenen om de Bataafse Republiek ten val te brengen en het Huis Oranje-Nassau te herstellen als stadhouders.

Voor de Britten en Russen verliep de expeditie in eerste instantie met succes. Na de landing bij Callantsoog (ten zuiden van Den Helder) op 27 augustus viel de Bataafse vloot in handen van de geallieerden. De Brits-Russische troepen vestigden een bruggenhoofd in de Zijpe-polder en namen Alkmaar in na overwinningen in de Slag bij Krabbendam (10 september) en de Slag bij Alkmaar (2 oktober). Wel wisten de Frans-Bataafse verdedigers de geallieerden te verslaan in de Slag bij Bergen op 19 september.
Op 6 oktober leden de geallieerden een gevoelige nederlaag in de Slag bij Castricum, en op 10 oktober tekenden de strijdende partijen de Conventie van Alkmaar waarbij de geallieerde troepen zich terug mochten trekken uit Noord-Holland met behoud van hun buit, en zonder herstelbetaling te hoeven doen. Op 19 november waren alle geallieerde troepen weg uit Noord-Holland.
In het Huis met de Kogel aan Dorpsstraat 61 in Castricum is nog steeds een kanonskogel te zien die tijdens de veldslag daar in de muur is ingeslagen. Ook namen als de Doodelaan in Castricum en de Russenweg in Bergen herinneren nog aan de strijd. In Bergen staat het Russisch Monument (1901). De Franse overwinning wordt vermeld op de Arc de Triomphe in Parijs als Alkmaer.

## Achtergrond
In 1792 verklaarde de Republiek der Zeven Verenigde Nederlanden de oorlog aan Frankrijk, waar drie jaar eerder de Franse Revolutie was uitgebroken. Franse revolutionaire troepen onder bevel van generaal Jean-Charles Pichegru vielen in 1795 de republiek binnen. Stadhouder Willem V vluchtte naar Engeland en Nederlandse patriotten riepen de Bataafse Republiek uit.

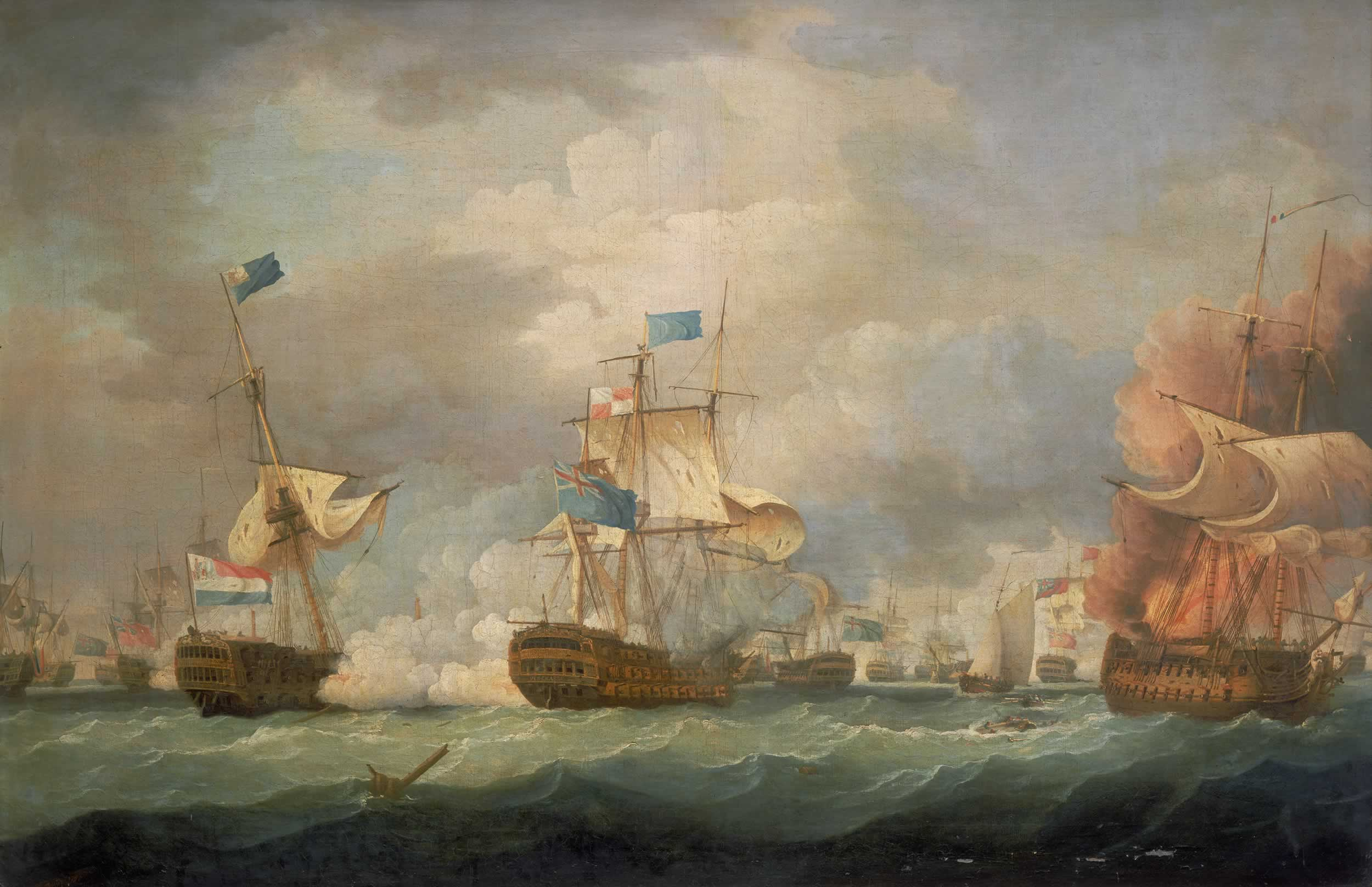
De Zeeslag bij Kamperduin in 1797

Voor Nederland was de oorlog hiermee niet afgelopen; de Nederlanders waren alleen naar de andere kant overgegaan. Frankrijk, dat niet genoeg vlootsterkte had om de Britten op zee te kunnen verslaan, had de Nederlandse vloot hard nodig. In 1796 begonnen de Nederlanders hun verzwakte vloot opnieuw op te bouwen. Het bemannen van de nieuwe schepen was echter een probleem omdat veel van de marineofficieren Oranjegezind waren. Zo weigerde Jan Hendrik van Kinsbergen, de "held van de Slag bij de Doggersbank", dienst te nemen in de Bataafse vloot. Veel van de officieren van de nieuwe vloot, zoals Jan Willem de Winter, waren daarom wel van de juiste politieke kleur maar hadden weinig militaire ervaring. Dit resulteerde in pijnlijke nederlagen voor de Bataven, zoals de capitulatie in de Saldanhabaai in 1796 en de Zeeslag bij Kamperduin in 1797. In de Zeeslag bij Kamperduin wist de Bataafse vloot redelijk stand te houden, maar door het verlies van schepen moest de vlootreconstructie weer van voren af aan beginnen. De Bataafse vlootreconstructie vorderde echter vlot en al snel begonnen de Britten zich zorgen te maken over de substantiële bijdrage die deze vloot kon leveren aan een Franse invasie van Groot-Brittannië of Ierland.
De Eerste Coalitie tegen Frankrijk viel uit elkaar in 1797. De Britten vonden echter al snel een nieuwe bondgenoot in tsaar Paul I van Rusland. In 1799 brak de Tweede Coalitieoorlog uit, en de nieuwe bondgenoten wisten een aantal overwinningen tegen de Fransen te behalen, vooral in de Cisalpijnse Republiek en de Helvetische Republiek, Franse vazalstaten in respectievelijk Italië en Zwitserland. De Britten, waaronder premier Grenville, wilden het geallieerde momentum behouden door de Fransen ook elders aan te vallen. De Bataafse Republiek leek geschikt voor een dergelijke aanval. De Prins van Oranje, in ballingschap in Engeland, eiste militaire actie om de Oranjes te herstellen in Nederland; het Oranjegezinde kamp in Londen gaf de Britten hierbij de stellige indruk dat een Britse inval in Nederland een massale opstand tegen de Fransen zou ontketenen.
Een andere motivatie voor de inval was dat een dergelijke expeditie een van de bepalingen was van het Brits-Russische alliantieverdrag op 28 december 1798. Tsaar Paul I had in dat verdrag 45.000 troepen tot de beschikking van de coalitie gesteld, in ruil voor Britse financiële steun. In een vervolgafspraak op 22 juni 1799 stelde Paul I 17 infanteriebataljons, twee artilleriecompagnieën, een compagnie van de genie en een eskadron van huzaren beschikbaar voor de expeditie naar Noord-Holland. In totaal ging het om 17.593 Russische soldaten. In ruil hiervoor gaven de Britten 88.000 pond aan financiële steun aan de Russen, en een verdere 44.000 pond per maand zolang de expeditie voortduurde. De Britten zouden zelf 13.000 troepen bijdragen en namen de gehele marinecomponent op zich, waaronder de troepenverscheping en -bevoorrading.
Vanaf het begin werd er rekening mee gehouden dat de Brits-Russische expeditie niet alleen een militaire component zou hebben. De Britse premier Grenville ging ervan uit dat de Nederlandse bevolking, net als de Italianen en Zwitsers, de geallieerden met veel enthousiasme zou binnenhalen. "Hij schijnt gedacht te hebben dat het Bataafse leger tot de laatste man naar de coalitie zou overgaan zodra de oranje vlag gehesen werd, en dat de republiek onder de minste druk uit elkaar zou vallen," volgens de Britse geschiedkundige Simon Schama.

## Verloop

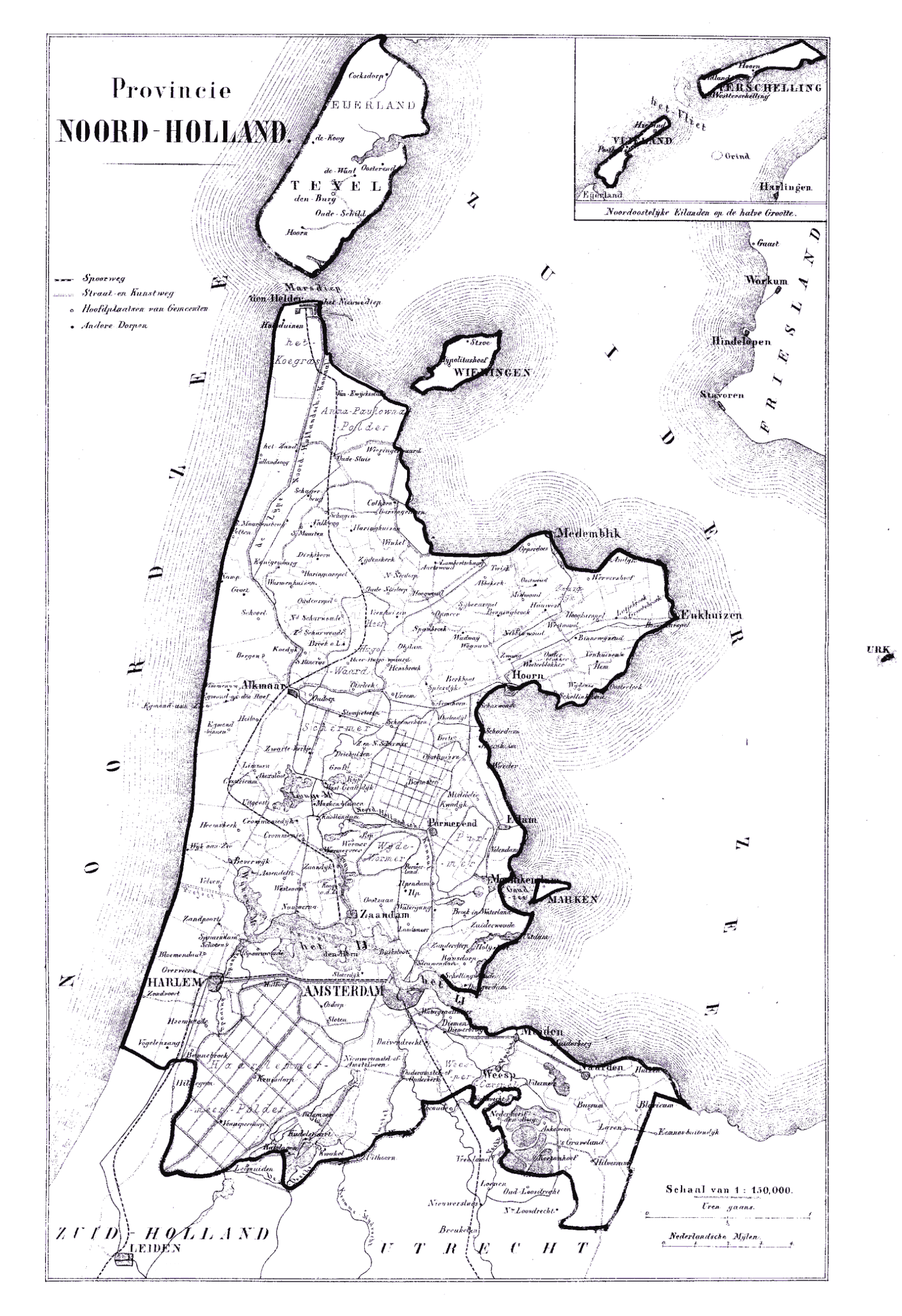
19e-eeuwse kaart van Noord-Holland

### Voorbereidingen
De Britse troepen hadden zich verzameld nabij Canterbury, onder bevel van generaal Abercromby. Het waren voornamelijk militievrijwilligers die kort daarvoor toestemming hadden gekregen om zich bij de reguliere troepen te voegen. Een Britse transportvloot onder commando van admiraal Popham zeilde naar Reval om het Russische contingent op te halen. Het verzamelen van de Britse troepen liep zo gesmeerd dat de Britten besloten om niet op de Russische troepen te wachten maar alvast een divisie onder bevel van Abercromby naar Noord-Holland te sturen om daar een bruggenhoofd op te zetten, om zo de landing van het Russische contingent en de rest van de Britse troepen (waaronder de Brits-Russische opperbevelhebber Frederik van York) te vergemakkelijken.
De vraag was waar zo'n amfibische landing het best kon plaatsvinden. Verschillende plaatsen langs de Nederlandse kust werden overwogen. Een aantal strategen vond de monding van de Maas of de omgeving van Scheveningen het geschiktst, omdat van hieruit de bevoorradingslijnen van de Franse en Bataafse troepen in Nederland makkelijk afgesneden konden worden. Het nadeel van deze Zuid-Hollandse locaties was dat de zandbanken voor de Nederlandse kust een landing hier zeer gevaarlijk zou maken. Bij een landing in het uiterste noorden van Noord-Holland was er geen gevaar van zandbanken. Ook werd dit gebied licht verdedigd en lag een groot deel van de Bataafse vloot hier voor anker. Het vlakke landschap van Noord-Holland leek zich ook te lenen voor een snelle opmars naar Amsterdam. Een gebied ten zuiden van Den Helder werd daarom gekozen als landingsplaats.
De Britten maakten geen geheim van hun voorbereidingen voor de expeditie. De Franse en Bataafse regeringen waren daarom op de hoogte van de plannen. De landingsplaats was echter niet bekend bij de Fransen en Bataven, waardoor ze gedwongen waren om hun troepen uit te smeren over de hele kust.
Het Bataafse leger bestond op dat moment uit twee divisies, ieder bestaande uit ongeveer 10.000 man. De ene divisie stond onder bevel van generaal Daendels, generaal Dumonceau voerde de andere aan. Daendels was gelegerd in het noordelijke deel van Noord-Holland, met zijn hoofdkwartier in Schagen, terwijl Dumonceau posities had ingenomen in Friesland en Groningen om een landing op de Noord-Nederlandse kust of een invasie vanuit Duitsland te kunnen onderscheppen.
De Franse troepen in de Bataafse Republiek bestonden uit 15.000 man – veel minder dan de 25.000 Franse troepen die volgens het Verdrag van Den Haag in de republiek gelegerd hadden moeten zijn. De Franse troepen waren verdeeld over Zeeland en het binnenland, verspreid tussen de kust en Nijmegen. De Franse generaal Guillaume Brune kreeg het opperbevel over de Frans-Bataafse verdedigingstroepen.

### Landing bij Callantsoog en overgave van de Bataafse vloot

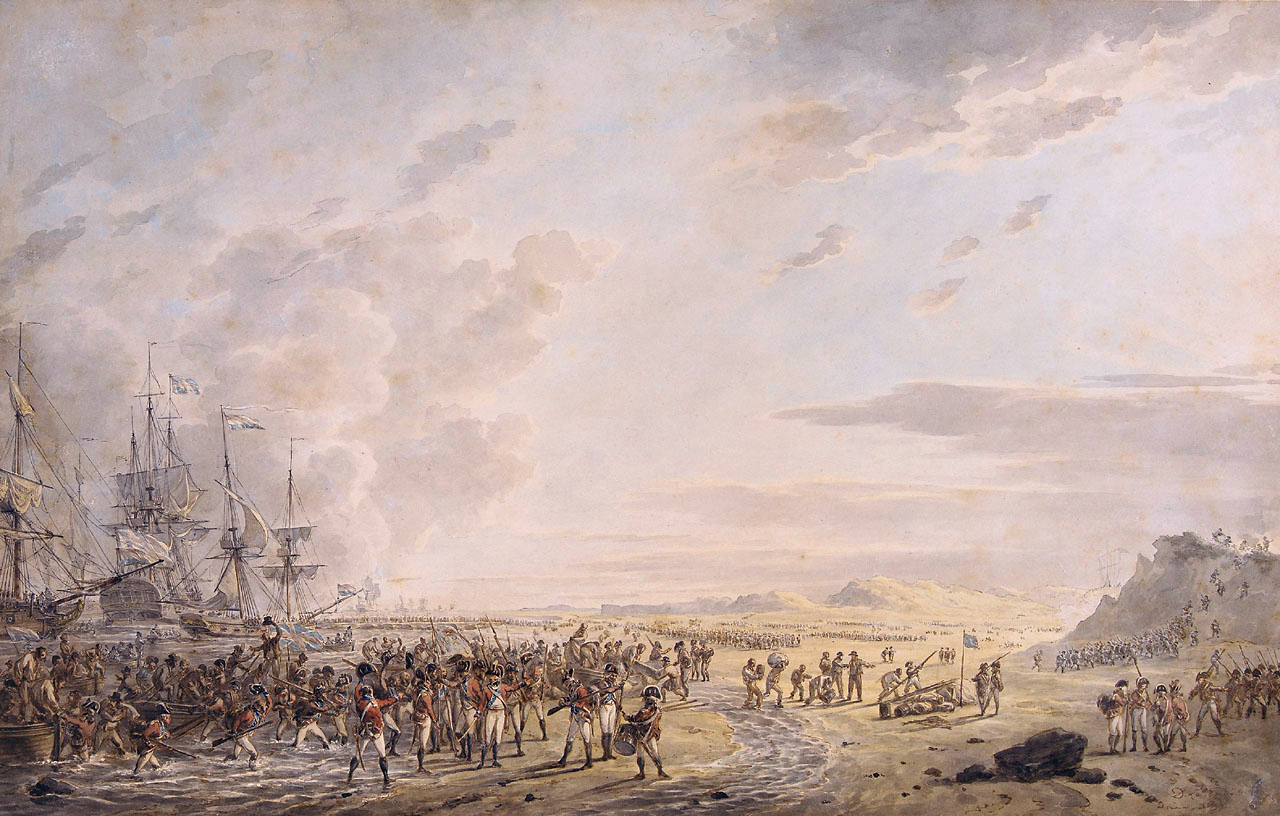
De landing van Britse troepen bij Callantsoog, schilderij uit 1799 door Dirk Langendijk

De invasie begon goed voor de geallieerden. De verzwakte Bataafse vloot, onder bevel van viceadmiraal Samuel Story, vermeed een treffen met de Britse vloot, waardoor de ontscheping van Britse troepen op 27 augustus, op het strand tussen Petten en Callantsoog, zonder problemen verliep. Generaal Daendels werd verslagen in de Slag bij Callantsoog toen hij probeerde te voorkomen dat Abercromby een bruggenhoofd rond Callantsoog zou vestigen. De reden van Daendels nederlaag was dat hij zijn troepen moest opdelen vanwege het moeilijke landschap, een duinenrij met een strand aan de ene kant en een kwelderachtig gebied (het Koegras) aan de andere kant. Zijn rechtervleugel nam nooit serieus deel aan de veldslag, terwijl de linkervleugel in kleine groepen uiteen viel. De Britten maakten goed gebruik van hun vloot om dicht op de kust de Bataafse troepen onder vuur te nemen, waarbij de Bataven zware verliezen leden.
Daendels besloot dat het fort van Den Helder door het Britse bruggenhoofd onhoudbaar was geworden en trok het garnizoen terug, het lege fort achterlatend voor de Britten. Deze beslissing van Daendels bleek rampzalig voor het Bataafse moreel en het hijsen van de vlag van de Prins van Oranje, die zich al snel bij de expeditie voegde, ondermijnde de loyaliteit van de Bataafse vloot in de Zuiderzee nog verder. Toen de Bataafse admiraal Story eindelijk het besluit nam om de Britse vloot aan te vallen, was er al een grootschalige muiterij uitgebroken, geleid door twee Oranjegezinde officieren, Aegidius van Braam en Theodorus Frederik van de Capellen. Dit leidde tot het Vlieter-incident, de overgave van de Bataafse vloot op 30 augustus, met 632 kanonnen en 3700 man, aan de Britse admiraal Mitchell, zonder dat er ook maar een schot werd afgevuurd. Later ging de Prins van Oranje aan boord van Story's vlaggenschip, de Washington, om gehuldigd te worden door de muiters.

### Krabbendam
Het Bataafse leger was echter veel minder Oranjegezind dan de vloot, en ook de bevolking van Noord-Holland had weinig op met de Oranjes. In plaats van een antirevolutionaire opstand te ontketenen, verenigde de invasie juist de verdeelde Bataafse Republiek tegen de geallieerden. De Prins van Oranje liet een verklaring uitgaan waarin het Nederlandse volk werd opgeroepen zich achter de Oranjes te scharen, zonder de moeite te doen de bevolking ervan te overtuigen waarom het stadhouderschap hersteld zou moeten worden. Het kwam daarom niet als een verrassing dat de Nederlandse bevolking onverschillig reageerde op een oproep door voormalig stadhouder Willem V om in opstand te komen.
Een treffen tussen een groep Oranjegezinde bannelingen en een kleine eenheid van de Bataafse militie bij de Westervoortsche Brug in Arnhem op 4 september eindigde met de vlucht van de orangisten. Vergelijkbare pogingen door orangisten in Oost-Nederland en Friesland hadden even weinig succes. Het werd duidelijk dat de Britten en Russen het vuile werk zelf zouden moeten opknappen. Desondanks riep het Uitvoerend Bewind van de Bataafse Republiek de staat van beleg uit. Onder deze noodtoestand werd op 18 september de Oranjegezinde freule Judith Van Dorth tot Holthuizen gearresteerd op verdenking van oproerstokerij; ze werd later veroordeeld tot de dood voor hoogverraad en gefusilleerd door een vuurpeloton.
Ondertussen arriveerden Frans-Bataafse versterkingen. Generaal Brune bracht een Franse divisie onder bevel van generaal Dominique Vandamme naar het Noord-Hollandse front en gaf generaal Dumonceau bevel om met het grootste deel van zijn 2e Bataafse Divisie in Friesland zo snel mogelijk naar Noord-Holland te marcheren. Dumonceau kwam op 9 september aan in Alkmaar. Het Frans-Bataafse leger had nu zo'n 25.000 troepen tot zijn beschikking, tegen 20.000 man aan Britse kant. Gezien de numerieke overmacht en de geallieerde versterkingen die elk moment konden arriveren, besloot Brune om niet langer te wachten en Abercromby's positie aan te vallen.
De Britten hadden de overhand in de Slag bij Krabbendam, nabij Alkmaar, op 10 september, en de Franse en Bataafse troepen vluchtten van het slagveld. De nederlaag was deels te wijten aan slordig werk door de Frans-Bataafse generaalsstaf, die beide Bataafse divisies over dezelfde smalle weg naar Krabbendam stuurde. Dit plaatsje lag aan een van de weinige wegen naar de Zijpepolder, waar Abercromby een defensieve positie had opgezet. De polder vormde een natuurlijke vesting: de dijk rond de polder diende als verdedigingsmuur en de ringvaart rond de polder diende als gracht. De smalle, rechte weg door Krabbendam vormde een van de weinige toegangen tot de polder, en was ook makkelijk te verdedigen. Het oorspronkelijke plan was om dit toegangspunt door beide Bataafse divisies aan te laten vallen, maar Daendels' divisie was gedwongen om een meer oostelijk gelegen route te volgen, zodat alleen Dumonceaus divisie Krabbendam aan kon vallen. Net als bij Callantsoog maakte het moeilijke landschap het weer onmogelijk om de gehele divisie in te zetten, zodat de troepen weer in kleine groepjes de veldslag ingingen. Het Britse 20e infanterieregiment (20th Regiment of Foot) wist de aanval af te slaan en Krabbendam in handen te houden. Elders lukte het de Franse divisie van Vandamme niet om over de obstakels van de dijk en de sloten om de Zijpe heen te komen. Vandamme kon dus niet zoals gepland Abercromby's rechtervleugel aanvallen.
Met Britse overmacht op zee, in zowel de Noordzee als in de Zuiderzee, konden Britse versterkingen onder commando van de hertog van York en Russische troepen onder bevel van generaal Ivan Ivanovitsj Hermann von Fersen zonder probleem aan land gaan in Den Helder. De gecombineerde Brits-Russische troepen hadden al gauw een numerieke overmacht van 40.000 man tegen de 23.000 troepen van het verzwakte Frans-Bataafse leger.

### Bergen

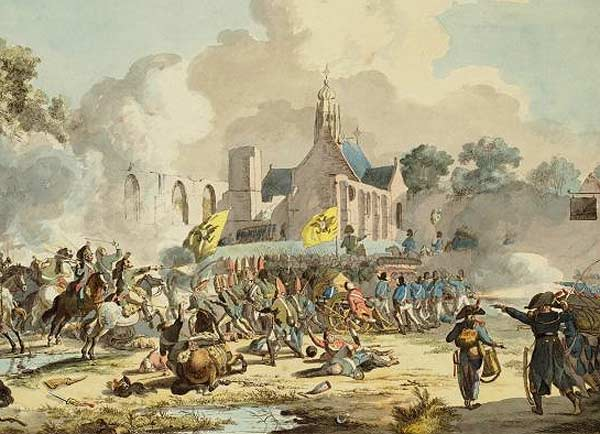
De Slag bij Bergen, 19e-eeuwse afbeelding

De hertog van York, opperbevelhebber van de Brits-Russische troepen, besloot zijn numerieke overmacht zo snel mogelijk te benutten. Hij bereidde daarom een aanval langs een breed front voor. Om de problemen waar de hertog van York mee te maken had te kunnen begrijpen, moet men eerst begrijpen hoe het landschap in die tijd was. Noord-Holland vormde een schiereiland met langs de Noordzee een strand en een brede duinenrij (met uitzondering van een kort stukje ten zuiden van Petten, waar alleen een dijk het achterland tegen overstroming beschermde). Naast de duinen lag een streep relatief hooggelegen land dat zeer geschikt was voor een marcherend leger, maar verder naar het oosten veranderde het landschap in nat, moerasachtig laagland, vooral bestaande uit meertjes die in de 17e eeuw waren drooggelegd en ingepolderd. Deze laaggelegen gebieden werden doorkruist door kleine en grote afwateringssloten. De polders en sloten vormden een serieus obstakel voor manoeuvrerende legers, zelfs wanneer de polders niet onder water gezet waren (inundatie). Zulke inundaties werden echter steeds vaker ingezet als Bataafse verdedigingstactiek naarmate de inval voortduurde, zodat de geallieerden steeds minder bewegingsvrijheid kregen. Tijdens de Slag bij Bergen waren de meeste inundaties nog niet afgerond, zodat de sloten nog steeds de belangrijkste obstakels vormden voor de geallieerden.
De hertog van York kwam met een gewaagd aanvalsplan om het Frans-Bataafse leger van verschillende kanten in te sluiten. Hij verdeelde zijn troepen in vier colonnes. Een colonne van 9000 Russen en 2500 Britten onder bevel van de Russische generaal Hermann zou vanuit Petten en Krabbendam in de richting van Bergen marcheren. Een tweede colonne met 6500 Brits-Russische troepen onder bevel van generaal Dundas had als doel Schoorldam. De derde colonne, bestaande uit 5000 man onder commando van generaal Pulteney, richtte zich op Langedijk, Oudkarspel en Heerhugowaard. En de vierde colonne, 9000 man infanterie en 160 cavalerietroepen onder bevel van Abercromby, zou zich op de Frans-Bataafse rechtervleugel werpen, Hoorn innemen en verder doorstoten naar Purmerend.
Zelfs de beste plannen vereisen een goede uitvoering om te lukken en hierin faalden de Brits-Russische troepen jammerlijk. De aanval zou bij zonsopgang op 19 september beginnen, maar de Russische rechtervleugel was al om 3 uur 's nachts vertrokken. Hoewel ze een vroeg voordeeltje hadden tegen de overrompelde Franse troepen langs de Frans-Bataafse linkervleugel, leden ze ook onnodige verliezen door eigen vuur, omdat de Russen in het donker geen onderscheid konden maken tussen hun eigen troepen en die van de vijand. Uiteindelijk wisten ze Bergen in te nemen. Een tegenaanval door Franse versterkingen over het strand vanuit Egmond aan Zee bedreigde echter de Russische rechtervleugel. De Russen werden weer uit Bergen gedreven en trokken zich haastig terug naar hun startposities om te voorkomen dat ze afgesneden zouden worden. In de chaos werd de Russische generaal Hermann gevangengenomen.

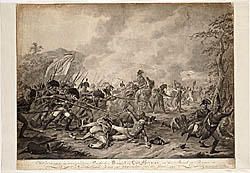
De Russische generaal Hermann wordt gevangengenomen bij Bergen

De colonne van generaal Dundas (die vergezeld werd door de hertog van York) had weinig vooruitgang geboekt sinds het vertrek rond zonsopgang omdat er vele sloten overgestoken moesten worden en de aanwezige bruggen door de verdedigers onklaar gemaakt waren. Terwijl de aanvallers langzaam richting Schoorldam optrokken had de Bataafse generaal Dumonceau met zijn divisie genoeg tijd om een afleidingsaanval op de Russen bij Bergen uit te voeren en terug te keren naar haar verdedigingsposities. Toen Dundas eindelijk bij Schoorldam aankwam en Dumonceau aanviel, raakte Dumonceau gewond door rondvliegende ammunitie. Wat hierna aan Bataafse kant gebeurde is niet duidelijk omdat Dumonceaus vervanger, Bonhomme, geen rapport van de veldslag schreef. De divisie van Bonhomme viel terug naar Koedijk maar de Britten konden deze kans niet benutten vanwege een Bataafse tegenaanval en omdat de terugvallende Russische troepen aan de rechtervleugel ook Dundas tot een terugtrekking dwong om zo de Russische achterhoede te beschermen. Ook Dundas keerde daarom terug naar zijn startpositie
De derde colonne, met generaals Pulteney, Don en Coote, had ook grote problemen met het terrein. De colonne was gedwongen om een weg over een dijk te gebruiken. Deze Langedijk, die verschillende polders van elkaar scheidt, werd geflankeerd door een diep kanaal aan de rechterkant. Aan de andere kant werd het landschap doorsneden door vele sloten, die ook de bewegingsvrijheid zeer beperkten. De weg leidde naar het dorp Oudkarspel, waar de 1e Bataafse Divisie van Daendels zich had ingegraven (de Bataven klaagden echter dat generaal Brune ze niet had toegestaan volwaardige verdedigingswerken aan te leggen). De eerste aanval door Pulteney op dit verdedigingspunt verliep rampzalig en de Britse aanvallers vluchtten in paniek, tot ze weer konden hergroeperen achter een andere dijk die wat bescherming bood tegen het Bataafse artilleriebombardement. Ook daaropvolgende Britse frontale aanvallen eindigden met zware Britse verliezen, en een poging om de Bataven te omcirkelen werd onmogelijk gemaakt door het kanaal. Maar toen maakte Daendels een grote fout: hij gaf bevel tot een uitbraak door 100 grenadiers. Niet alleen werden deze soldaten makkelijk standgehouden en op de vlucht gejaagd, maar de Britse troepen die de vluchtende grenadiers achtervolgden konden nu makkelijk door de Bataafse verdedigingswerken heen breken. De hele divisie van Daendels sloeg op de vlucht, een vlucht die pas eindigde aan het einde van de Langedijk. De vluchtende Bataven leden zware verliezen door Brits artillerievuur. Daendels leidde persoonlijk een tegenaanval met een enkel bataljon grenadiers, maar inmiddels had Pulteney bericht ontvangen van de rampzalige afloop van de Slag bij Bergen, en moest ook zijn troepen terugtrekken. De Britten hadden dus geen territoriale winst geboekt. Wel was er een groot aantal doden, gewonden en gevangenen aan Bataafse zijde.
De vierde colonne, onder bevel van generaal Abercromby, kon zonder enige tegenstand Hoorn bereiken. Het kleine garnizoen werd overrompeld, Hoorn werd ingenomen en het stadsbestuur hing de oranje stadhoudersvlag uit. De bedoeling was verder naar het zuiden op te rukken en de rechterflank van de Frans-Bataafse troepen aan te vallen, maar dit bleek onmogelijk vanwege de obstakels die de verdedigers hadden opgeworpen. Na de terugtrekking van de andere drie colonnes, kreeg Abercromby bevel om Hoorn te verlaten en ook naar het noorden terug te trekken. De burgers van Hoorn moesten de oranje vlaggen weer naar beneden halen.
Al met al behaalde zowel het Brits-Russische als het Frans-Bataafse leger geen enkele territoriale winst in deze veldslag. De verliezen in mankrachten waren echter substantieel aan beide zijden.

### Alkmaar
Na de capitulatie van de Bataafse vloot op 30 augustus waren de Britten heer en meester over zowel de Noordzee als de Zuiderzee. Vreemd genoeg hadden de Britten geen gebruik gemaakt van dit voordeel door bijvoorbeeld een amfibische landing te maken nabij Amsterdam. Generaal Krayenhoff, die het bevel had over de geïmproviseerde verdediging van Amsterdam, schreef dat Amsterdam eigenlijk enkele dagen geheel onverdedigd was en zo ingenomen had kunnen worden. In zijn mening hadden de geallieerden een makkelijke overwinning kunnen behalen. Maar vreemd genoeg ondernam de Britse vloot geen actie. Dit veranderde in de dagen na de Slag bij Bergen, toen de onverdedigde havensteden Medemblik, Enkhuizen en Hoorn alsnog door de Britten bezet werden. Ook een aantal eilanden in de Zuiderzee werden bezet, maar tegen die tijd lag Amsterdam er niet meer onverdedigd bij.
Aan land lag het initiatief nog steeds bij de geallieerden. Russische versterkingen waren op 19 september gearriveerd. De Russen konden zo een deel van de hun verliezen compenseren. De hertog van York moest een nieuwe aanval echter twee weken uitstellen vanwege slecht weer. Dit gaf de Frans-Bataafse verdedigers de kans om hun inundaties en andere verdedigingswerken af te maken. Door de inundaties was de Langedijk verworden tot een lang, smal eiland in een ondiep meer. De versterkte verdedigingswerken van Oudkarspel dienden als een onneembaar "Thermopylae". De 1e Bataafse Divisie verdedigde nog steeds dit deel van het front, maar Brune kon grote delen van de divisie (waaronder de cavalerie) verplaatsen naar zijn andere vleugel. De oostkust van het schiereiland Noord-Holland werd nog ondoordringbaarder gemaakt door middel van inundaties, en een tweede verdedigingslinie werd aangelegd tussen Monnickendam en Purmerend. Het belangrijkste effect van deze defensieve voorbereidingen was dat dat laagliggende oostelijke gedeelte van het schiereiland ondoordringbaar werd voor de Brits-Russische troepen en dat de militaire operaties hierna beperkt waren tot een relatief smalle strook land bestaande uit het strand, de duinenrij en de vlakte direct achter de duinen, grofweg het gebied tussen Alkmaar en de Noordzee.
Begin oktober werd het beter weer. De hertog van York stelde het plan op voor wat bekend zou worden als de Slag bij Alkmaar op 2 oktober 1799 (de benaming "Tweede Slag bij Bergen" zou beter geweest zijn, aangezien de veldslag nauwelijks Alkmaar beroerde, terwijl wel over Bergen gevochten werd). De voormalige linkervleugel van de geallieerden, onder bevel van Abercromby, werd verplaatst naar de uiterste rechtervleugel; de andere colonnes werden naar links verplaatst om ruimte te maken voor Abercromby's colonne. Dit had het effect dat exclusief Britse eenheden (onder Pulteney en Abercromby) de vleugels bezetten, terwijl de colonne naast die van Abercromby bestond uit gemengd Brits-Russische eenheden onder commando van de nieuwe Russische bevelhebber, Ivan Essen. De vierde colonne (tussen Pulteney en Essen) bestond uit Britse troepen onder commando van Dundas. Volgens Yorks plan zouden de drie colonnes op de rechtervleugel de Frans-Bataafse linkervleugel aanvallen, die bestond uit de Franse divisie van Vandamme langs de kust (de 2e Bataafse Divisie van Dumonceau, nu onder bevel van Bonhomme, bevond zich in het Frans-Bataafse midden). De divisie van Pulteney werd gebruikt als defensief scherm op de linkervleugel om eventuele aanvallen door Daendels te weren.
Abercromby kreeg bevel om met zijn colonne over het strand te marcheren en de Franse linkervleugel aan te vallen. Hiervoor werd het begin van de aanval uitgesteld tot half zeven 's ochtends, zodat Abercromby gebruik kon maken van het ebgetijde. Het Brits-Russische midden ging langzaam maar zeker vooruit, gehinderd door het moeilijke terrein van duinen aan de rechterkant en een door sloten doorsneden vlakte tussen de duinen en de gracht van Alkmaar aan linkerkant. De Frans-Bataafse troepen vielen terug naar Bergen (de Fransen) en Koedijk (de Bataven), waar ze zich verdedigden tegen de oprukkende geallieerden. Cootes brigade in Essens colonne chargeerde 's middags opeens vooruit door de duinen, maar verloor hiermee het contact met de rest van de colonne, die veel langzamer vooruit kwam. Om het gat dat zo ontstond te benutten, begonnen de Fransen een tegenaanval vanuit Bergen met twee colonnes onder bevel van de generaals Gouvion en Boudet. De Fransen werden met moeite teruggedreven, maar wisten wel Bergen de rest van de dag te behouden, ondanks continue Brits-Russische aanvallen.

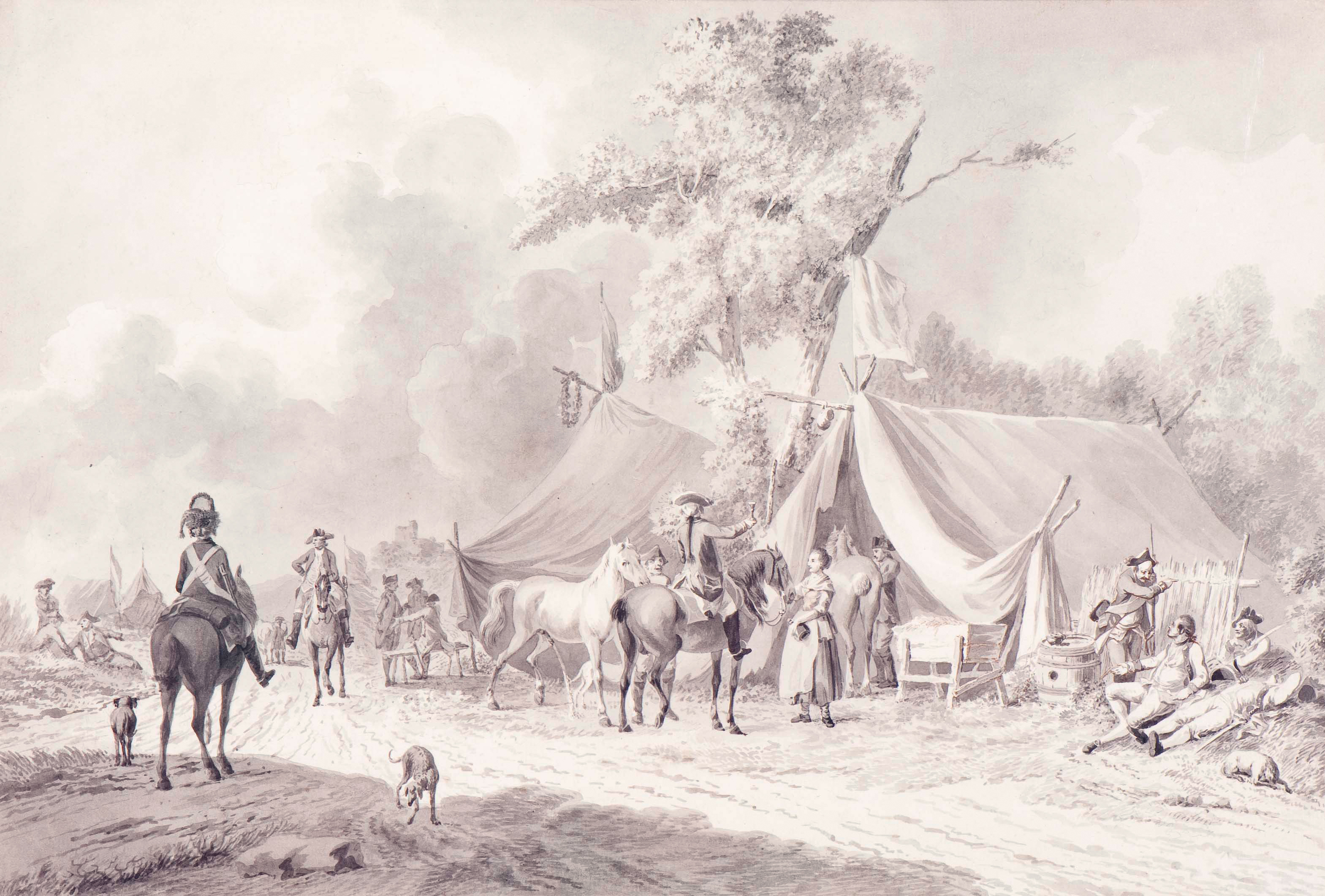
Franse cavaleristen in een kamp (Dirk Langendijk, 1748 - 1805)

Ondertussen kwam Abercromby maar langzaam vooruit op het strand, voornamelijk omdat het getijde gedraaid was en de vloed weer begonnen was, waardoor het strand gereduceerd werd tot een smalle strook van mul zand. De troepen en paarden waren uitgeput en zeer dorstig. 's-Middags werden Abercromby's troepen opgemerkt door de Fransen, die vervolgens met scherpschutters grote verliezen veroorzaakten, vooral onder de Britse officieren. De Fransen stuurden meer en meer versterkingen door de duinen en uiteindelijk kwam generaal Vandamme met een grote cavalerie-eenheid en leidde persoonlijk een charge tegen de Britse paardgetrokken artilleriebatterijen, die tijdelijk in Franse handen vielen. Deze cavaleriecharge werd uiteindelijk teruggedrongen door een tegenaanval geleid door Henry Paget, die de Fransen weer helemaal terug naar Egmond aan Zee dreef.
Tegen die tijd was het donker gevallen en werden de belangrijkste militaire operaties een halt toegeroepen. Abercromby was Bergen al voorbij en was in theorie in staat om de Franse flank aanvallen. Abercromby was echter zo verzwakt dat hij deze positie niet kon uitbuiten. Desondanks voelde Brune zich zo bedreigd dat hij bevel gaf tot een algehele strategische terugtrekking uit Bergen en de andere Frans-Bataafse posities de volgende ochtend. Zowel de Fransen als Bataven vielen nu terug naar hun tweede verdedigingslinie. Daendels trok zich terug naar Monnickendam en Purmerend, waarna Krayenhoff het gebied voor deze linie onder water zette. Bonhomme en Vandamme namen een nieuwe linie in tussen Uitgeest, Castricum en Wijk aan Zee. Zo bewaakten ze het smalste gedeelte van het Noord-Hollandse schiereiland, aangezien het IJ in die tijd Noord-Holland nog steeds doorsneed. Hier wachtten ze de volgende actie van de vijand af.

### Castricum
Met de terugtrekking van het Frans-Bataafse leger was het grootste deel van Noord-Holland nu in Brits-Russische handen, in theorie tenminste. Maar grote delen van de provincie, waaronder de Beemster, Schermer en Wormer, waren onder water gezet, zodat de Britten deze vruchtbare gebieden niet konden gebruiken om voedsel van te betrekken. Hierdoor moest de bevoorrading voornamelijk via de haven van Den Helder verlopen en vervolgens met veel moeite aangevoerd worden over wegen die door de regen bijna onbegaanbaar waren. Ook moest er voedsel komen voor zo'n 3.000 gedeserteerde Bataafse soldaten en muiters die de Prins van Oranje hoopte om te vormen tot een Nederlandse brigade. De voorraden begonnen op te raken.
De hertog van York, die zijn hoofdkwartier in Alkmaar had gevestigd, wou haast maken met het offensief. Hij wist dat Brune zes Franse bataljons aan versterkingen had ontvangen uit de zuidelijke Nederlanden. Ondertussen verloor hij steeds meer van zijn eigen troepen, voornamelijk door ziekte. Aan het begin van de volgende fase van zijn veldtocht, de Slag bij Castricum op 6 oktober, had hij niet meer dan 27.000 man tot zijn beschikking.

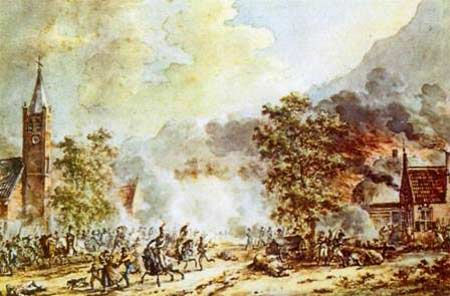
De Slag bij Castricum, 19e-eeuwse afbeelding

Brune had zijn linkervleugel verdeeld in drie divisies: Gouvion in de duinen bij Wijk aan Zee; aan zijn rechterkant Boudet rond Castricum; en de 2e Bataafse Divisie, nog steeds onder bevel van Bonhomme, rond Uitgeest. Voor deze defensieve linie waren Franse voorposten in Bakkum en Limmen, onder commando van brigadegeneraal Pacthod. In de ochtend van 6 oktober kwamen deze voorposten onder aanval door de drie offensieve Brits-Russische colonnes: Abercromby langs het strand, Essen in het midden en Dundas aan de linkervleugel, terwijl de vierde colonne onder Pulteney nog steeds Daendels dekte. De Brits-Russische colonne van Essen dreef de Franse voorposten met gemak weg. De bedoeling was alleen wat gewapende verkenning, maar door het gemak waarmee de voorposten veroverd werden, besloten de Russen tot een frontale aanval op de Franse troepen van Pacthod in Castricum. Het dorp wisselde die dag herhaaldelijk van eigenaar. Brune gaf bevel aan Boudet om meer versterkingen in stelling te brengen. Aan Britse zijde werden troepen uit de colonnes van Dundas en Abercromby naar Castricum gestuurd om de slag in het voordeel van de geallieerden te beslissen. Abercromby bracht zijn reservebrigade persoonlijk naar Castricum om het dorp laat die middag aan te vallen.
Brune gaf het bevel tot een bajonetcharge die de Britse en Russische soldaten in chaos terugdreef. Ze trokken zich terug richting Bakkum, achtervolgd door de Franse cavalerie van generaal Barbou. Maar voordat de geallieerde troepen in paniek op de vlucht sloegen, werden ze gered door een cavaleriecharge door de lichte dragonders van Paget, die plotseling vanuit een verborgen duinvallei verschenen. Nu was het de Franse cavalerie die op de vlucht sloeg, en in hun vlucht trokken ze de uitgeputte Frans-Bataafse troepen, die net daarvoor Castricum hadden hernomen, met zich mee. De Frans-Bataafse troepen stonden op het punt om uiteen te vallen.
De oprukkende Britten werden echter standgehouden door een tegenaanval door Bataafse huzaren onder commando van kolonel Quaita. Dit draaide de hele veldslag in het voordeel van de Fransen. Nu was het de beurt van de Brits-Russische troepen om zich in chaos terug te trekken naar Bakkum en Limmen, terwijl de achtervolging ingezet werd door de Frans-Bataafse cavalerie. Alleen het snel vallende donker kon nog een einde maken aan de slachtpartij die volgde.
Gelijktijdig vochten de Fransen onder Bouvion en de Britten onder Abercromby een eigen veldslag uit in de omgeving van het strand en de duinen. Afgezien van een artillerieduel waarbij de Bataafse artillerie van Gouvion dood en verderf zaaide onder de Britten, was dit treffen nogal statisch, vooral nadat Abercromby zich met zijn reservebrigade bij Essen voegde. Het gevecht werd heviger die avond toen Abercromby terugkeerde en een aanval lanceerde. Gouvion hield echter stand tegen deze aanvalspoging.
Op de Bataafse rechtervleugel van generaal Daendels gebeurde helemaal niets die dag, omdat door de inundaties zijn linie ondoorbreekbaar was. Wel vond er een vreemd incident plaats. De Britse generaal Don, met een witte vlag, probeerde toestemming te krijgen om de Bataafse linies te doorkruisen zodat hij met de Bataafse regering kon overleggen. Omdat de veldslag aan de Bataafse linkervleugel duidelijk al begonnen was, vond Daendels dit ongepast gebruik van de witte vlag. Daarnaast bleek Don documenten met zich mee te dragen die als opruiend beschouwd zouden kunnen worden. Daendels arresteerde Don als spion en stuurde hem naar Brunes hoofdkwartier. Don werd gevangengezet in de vesting van Rijsel en pas jaren later vrijgelaten, in ruil voor de Ierse rebel James Napper Tandy.

### De Britse-Russische terugtrekking en overgave
De twee legers waren in de nacht van 6 oktober weer terug op hun beginposities (hoewel de voorposten in Bakkum en Limmen in Britse handen bleven) en de Brits-Russische verliezen waren niet enorm geweest, hoewel de geallieerden wel twee keer zoveel verliezen hadden geleden als de Fransen en Bataven. De hertog van York riep zijn generaals nu samen voor overleg. Er werd besloten dat het Brits-Russische leger zich helemaal tot het oorspronkelijke bruggenhoofd in de Zijpe-polder zou terugtrekken, waarbij al het grondgebied dat sinds 19 september was veroverd weer werd opgegeven. De steden Hoorn, Enkhuizen en Medemblik werden ook achtergelaten; Bataafse troepen konden nog net voorkomen dat de Britse troepen bij hun aftocht de pakhuizen met vlootvoorraden in brand zetten. De terugtrekking werd met zoveel haast uitgevoerd dat twee veldhospitaals vol met Britse gewonden achtergelaten werden in Alkmaar, samen met 400 vrouwen en kinderen van soldaten.
De strategische terugtrekking werd afgerond op 8 oktober, hoewel prins Willem van Gloucester, die met zijn troepen terugtrok uit Hoorn, nog wel in de dagen erna een achterhoedegevecht vocht tegen Daendels. Midden oktober was de situatie van 19 september weer hersteld: de Brits-Russische troepen verschansten zich in de natuurlijk vesting van de Zijpe-polder, belegerd door de Frans-Bataafse troepen. Het weer was weer slecht en vroege winterstormen bemoeilijkten de bevoorrading door de Britse vloot. De hertog van York werd geconfronteerd met het vooruitzicht van een winterse belegering, een situatie waarin het goed mogelijk was dat zijn troepen van honger om zouden komen (op 13 oktober waren er nog maar voorraden voor 11 dagen). Hij besloot daarom om Brune te benaderen met een voorstel voor een eervolle overgave. Het voorstel werd op 16 oktober aan Brune overhandigd. Daarin werd gedreigd om meerdere dijken door te steken, het Marsdiep onbevaarbaar te maken en de Nieuwediep-investering te vernietigen.
De daaropvolgende onderhandelingen waren kort. Op verzoek van de Bataafse regering eiste Brune eerst de teruggave van het buitgenomen Bataafse vlooteskader. De hertog van York weigerde de schepen terug te geven en dreigde vervolgens de dijk bij Petten door te steken, waardoor het land rond de Zijpe blank zou komen te staan. Generaal Krayenhoff was niet onder de indruk van deze dreiging; hij had immers de voorgaande weken al zelf een groot deel van Noord-Holland onder water gezet, en wist dat dit met weinig moeite weer teruggedraaid kon worden. Brune was echter veel meer onder de indruk van Yorks dreiging (of deed alsof; Krayenhoff noemt een aantal "prachtige paarden" die de hertog van York cadeau gaf aan Brune) en ging al snel akkoord met een overeenkomst die zeer in het voordeel van de geallieerden was. In deze Conventie van Alkmaar, getekend op 18 oktober, werd de terugkeer van de Bataafse vloot niet genoemd. De Brits-Russische troepen en de oranjegezinde muiters mochten Noord-Holland ongehinderd verlaten. De aftocht moest voor 1 december afgerond zijn. In ruil werden zo'n 8000 Franse en Bataafse krijgsgevangenen vrijgelaten. Ook een aantal Bataafse militairen die bij de Zeeslag bij Kamperduin gevangengenomen waren, onder wie admiraal De Winter, kwamen vrij. De Britten kwamen overeen om de forten van Den Helder en hun kanonnen in goede staat terug te geven. De Bataven vonden dat ze er (afgezien van de gevangenenoverdracht) bekaaid vanaf kwamen, maar ze waren machteloos om een voor hun gunstigere overeenkomst voor elkaar te krijgen.
Toen de Conventie van Alkmaar getekend was, ging een wapenstilstand in. De geallieerde aftocht werd afgerond op 19 november, toen generaal Pulteney vertrok met de laatste Britse troepen.

## Nasleep

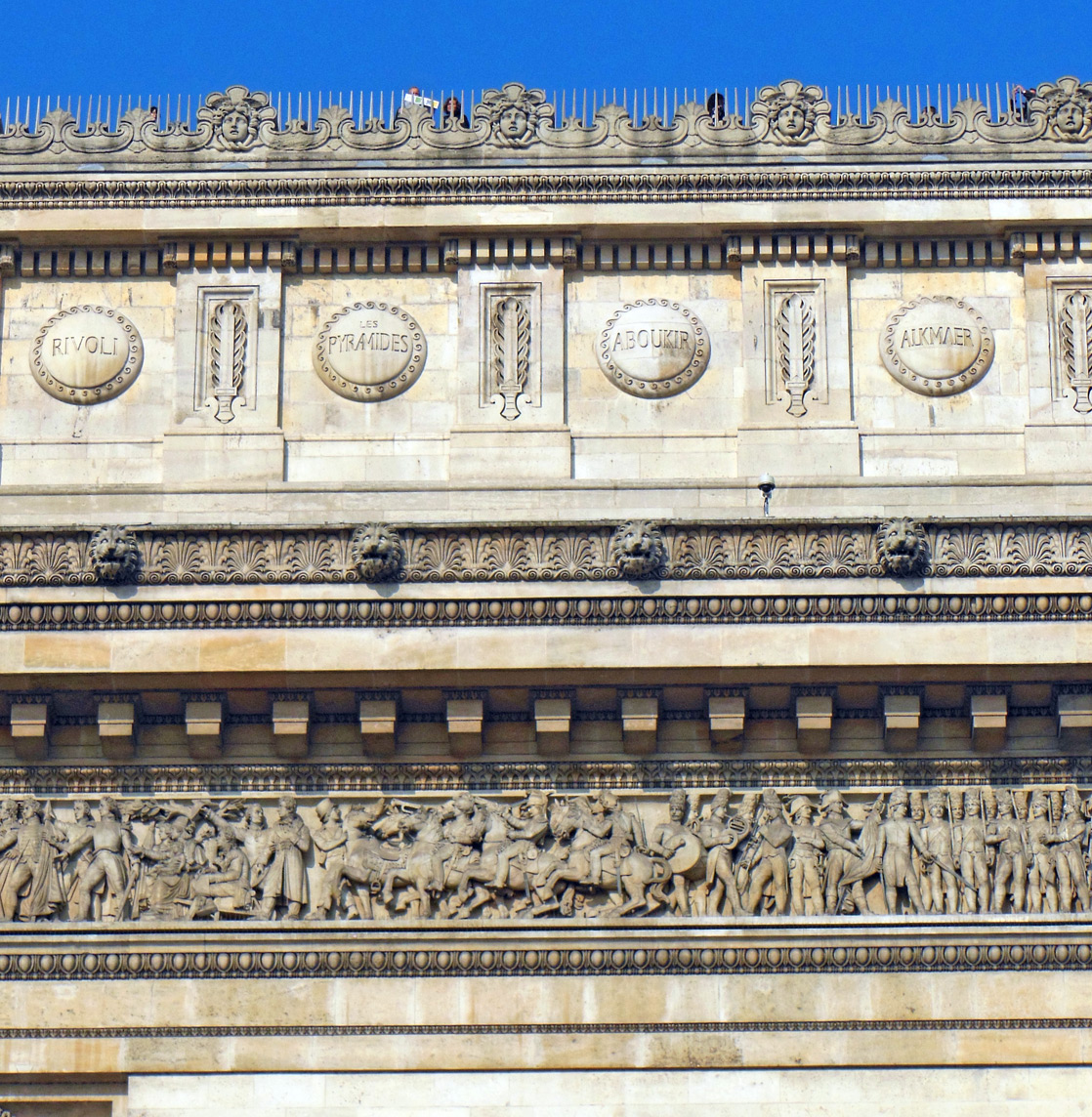
Detail van de Arc de Triomphe met rechtsboven de naam "Alkmaer"

De capitulatie was gunstig voor de Britten en hun Russische bondgenoten. Ze konden hun troepen terugtrekken en elders in de oorlog weer inzetten.
Het Britse volk en parlement haalden de Britse troepen in eerste instantie als helden binnen. Zowel admiraal Mitchell als generaal Abercromby kregen een officieel dankwoord van het parlement en kregen erezwaarden ter waarde van 100 guineas cadeau van de City of London. Mitchell werd benoemd tot Lid in de Orde van het Bad. Maar de populaire opinie draaide toen duidelijk werd dat de expeditie eigenlijk een dure mislukking was geweest. Volgens de oorlogministerie waren er 14.232 doden, gewonden en gevangen genomen militairen. De verliezen bij de diverse landingen werden hierbij niet meegeteld. In een toespraak in het Britse lagerhuis op 9 februari 1800 werd de regering door het slijk gehaald door Richard Brinsley Sheridan, de leider van de oppositie.
De eerste Britse rapporten over het gedrag van de Russische troepen waren zeer negatief, waardoor de troepen in ongenade vielen bij tsaar Paul I. De hertog van York vond dit onjuist en stuurde een brief naar Paul waarin hij een aantal specifieke Russische regimenten vrijsprak van slecht gedrag.
In Parijs vergat men de Bataafse bijdrage en vierde de overwinning als een exclusief Franse prestatie. Op de Arc de Triomphe kreeg de overwinning een eervolle vermelding als Alkmaer.
De expeditie kan (naast Franse verliezen in Zwitserland rond dezelfde tijd) hebben bijgedragen aan de val van de Franse regering, het vijfkoppige Directoire. Op 9 november 1799, enkele weken na de Conventie van Alkmaar, greep de jonge generaal Napoleon Bonaparte de macht in Frankrijk in de staatsgreep van 18 Brumaire. Hij verving het Directoire met het Consulaat, een nieuwe regering waarin hij zelf bijna alle macht toebedeeld kreeg.
In Cowes op het Engelse eiland Wight werd na de expeditie een Hollandse Brigade opgericht onder vlag van de prins van Oranje voor de Nederlanders die meevochten met de Britten.

### Nasleep in Nederland
Voor de Bataafse Republiek waren de verliezen enorm. Van haar 55 schepen verloor de vloot 16 linieschepen, vijf fregatten, drie korvetten en een brik. Om diplomatieke redenen hadden de Britten de overgave van deze schepen geaccepteerd in naam van de stadhouder, en de Britse vloot "kocht" later een aantal van de schepen van de stadhouder. De Nederlandse vloot speelde geen verdere rol van betekenis meer in de Franse revolutionaire en napoleontische oorlogen.
Daendels nam ontslag na de veldtocht en speelde geen rol meer in de Nederlandse regering tot koning Lodewijk I hem in 1806 weer herstelde in zijn functies.
In 1809 vielen de Britten nogmaals Nederland binnen, ditmaal in Zeeland. Ook deze Walcherenexpeditie draaide uit op een mislukking.
In de jaren na de veldtocht van 1799 werden verschillende verdedigingslinies aangelegd in Noord-Holland ter bescherming van Amsterdam, waaronder de Linie van Beverwijk. In 1815 besloot koning Willem I, op aandringen van Krayenhoff, tot de aanleg van de Nieuwe Hollandse Waterlinie.
In het Huis met de Kogel in Castricum is nog steeds een kanonskogel te zien die tijdens de Slag bij Castricum in de muur is ingeslagen. Er hangt ook een plakkaat met de tekst "kogel uit de slag bij kastricum zondag 6 okt. 1799". Ook plaatsnamen als de Russenbergen en de Doodelaan in Castricum herinneren nog aan de veldslag.
In Bergen herinnert het Russisch Monument (1901) aan de strijd.